# Bordelha
Bordelha (en francès Bourdeilles) és un municipi francès situat al departament de la Dordonya i a la regió de la Nova Aquitània.

## Demografia
| 1962                                       | 1968 | 1975 | 1982 | 1990 | 1999 | 2007 |
| ------------------------------------------ | ---- | ---- | ---- | ---- | ---- | ---- |
| 803                                        | 721  | 654  | 728  | 811  | 777  | 778  |
| Des de 1962: població sense dobles comptes |      |      |      |      |      |      |

## Administració
| Període   | Identitat               | Partit |
| --------- | ----------------------- | ------ |
| 1971-1995 | Jean-Louis Villechanoux |        |
| 1995-2001 | René Genaudeau          |        |
| 2001-2008 | Bernard Angeli          |        |
| 2008-     | Olivier Chabreyrou      | PS     |